# Corporate Memphis
Pour les articles homonymes, voir Memphis et Alegría.

Illustration type Corporate Memphis provenant de la bibliothèque de design humaaans.

Corporate Memphis est un terme utilisé (parfois péjorativement) pour décrire un style artistique plat et géométrique, largement utilisé dans les illustrations des GAFAM à la fin des années 2010  et au début des années 2020. Les motifs courants sont des personnages en action, dessinés de manière plate, aux caractéristiques disproportionnées tels que des membres longs et courbés, et des traits du visage minimalistes. Le style a été critiqué pour son caractère générique, galvaudé, et sa tentative d'aseptiser la perception du public en présentant l'interaction humaine avec un optimisme utopique. Il est également connu sous les noms de style Alegria, style Big Tech  et style d'art d'entreprise (en anglais, Corporate art style).
Le terme est une référence au Groupe de Memphis, un groupe italien d'architectes des années 1980 connu pour ses conceptions souvent considérées comme criardes.